# Po sezoně
Po sezoně je soubor povídek Liona Feuchtwangera vydaný v roce 1964 německým vydavatelstvím Augbau-Verlag.
Některé z povídek vyšly již dříve v knize kratších Feuchtwangerových próz Desdemonin dům v překladu Valtera Feldsteina. Tyto (a další tvořící sbírku Po sezoně) byly později znovu přeloženy dr. Ivanou Vízdalovou. Čtyři z nich byly rovněž použity v zajímavém dvojjazyčném vydání čtyř povídek nazvaném Sázka a jiné příběhy vydavatelství Garamond.

## Povídky

### Dům na Zelené cestě (1942)
Profesor Carl Friedrich Rapp se věnuje studiu biblických historických pramenů a snaží se nalézt svědectví o životě Ježíše Krista v podání nějakého světského, pohanského autora, které by osvětlilo historické jádro Kristovy osobnosti. Údajně se mu takový důkaz podařilo najít ve svitcích Symmacha Milétského, ale odkaz na historické dokumenty, které výsledky jeho bádání potvrzuje, pečlivě uschová v obavách, aby si jeho práci nepřisvojil někdo jiný.
Profesor Rapp žije v krásném domě v Zelené ulici v německém Battenbergu se svojí ženou Pavlínou a dcerou Hedvikou. Jejich rodinu začíná navštěvovat Franz Dierkopf, syn zahradníka, který kdysi v profesorově domě pracoval. Také studuje dějiny, dozví se o profesorově objevu a snaží se jeho tajemství vyzvědět. Uchází se tedy o Hedviku, aby se dostal rodině blíž, a krátce po Hitlerově nástupu k moci se s Hedvikou zasnubuje.
Dierkopf neustále naléhá, aby mu profesor Rapp sdělil výsledky svého bádání, ten však zůstává neoblomný, protože začíná tušit, co je nápadník jeho dcery zač. Dierkopf začíná dělat v Třetí říši velikou kariéru, postupně získává katedru historie po profesoru Rappovi, který ji musel z politických důvodů opustit
.S profesorovou dcerou Hedvikou již se nemůže z podobných důvodů oženit, a nakonec to dotáhne až na pozici státního rady. Mezitím profesor Rapp umírá.
Dierkopf nechá Hedviku zatknout a před její matkou, Pavlínou Rappovou, předstírá, že o ničem neví. Při této příležitosti se z ní psychologickým nátlakem snaží vytáhnout, kam profesor Rapp ukryl odkaz se svým tajemstvím. Ze strachu o dceru paní Rappová vyzradí číslo sejfu v Německé bance v Stuttgartu. Když se tam však společně rozjedou, zjistí jen, že je schránka prázdná. Dierkopfovi se podaří obě ženy z domu vystěhovat a zpřevrací celý dům v naději, že odkaz najde. Marně.
Do příběhu se vkládá knihovník Spengel, který zahájí rozhovor s vypravěčem příběhu, samotným autorem. Vypráví, že byl Dierkopfem také vyzván, aby po Rappově odkazu pátral, ale také marně. Dierkopf byl hledáním tak posedlý, že převrátil naruby nejen celý dům, ale také zahradu. To se mu stalo osudným. Při nočním kopání na zahradě ho prozradilo světlo, které zpozoroval bombometčík nepřátelského letadla. To vzápětí shodilo pumu, která ho zabila. Vypravěč se pak ještě jednou setkal s Hedvikou, která stále věří, že se pouzdro se zprávou o tajemství jejího otce jednou najde.
Povídka je zasazena do doby Hitlerova nástupu k moci a probíhající 2. světové války v Německu.

### Případ Neurofyziologa Dr. Bl. (1935)
Neurofyziolog Dr. Bl. sestrojí přístroj, který dokáže během pár minut určit inteligenci vyšetřovaného. O jeho vynálezu nazvaném inteligenční fotometr se vzrušeně hovoří, až se o něm nakonec doslechne diktátor jisté země (tím je zde myšlen italský diktátor Benito Mussolini). Doktorův přístroj se mu skvěle hodí a nechává na něm postupně prověřovat řadu svých spolupracovníků. Jednoho dne se s doktorem dohodne, že inteligenční test podstoupí i on sám. Výsledek pak byl zaslán diktátorovi v zapečetěné obálce. Ten dlouho váhá s jejím otevřením a stále odkládá seznámení se s výsledkem. Když už je téměř rozhodnut obálku otevřít, uvědomí si, že jej právě čeká důležitý projev. Dlouho zvažuje, co má učinit a nakonec obálku i s obsahem roztrhá a vydá se proslovit svůj projev.

### Sázka
Tři přátelé, Leonora, spisovatel Ludwig Bryggmann a inženýr Hermann Falk se často scházejí při kávě a vášnivě debatují. Bryggmann a Falk sice nemohou jeden druhého vystát, zároveň se však nedokážou bez sebe obejít. V podstatě se pořád o něco, zpravidla ironicky, přou a Leonora často bývá jakýmsi jejich prostředníkem a moderátorem.
Při jedné ze společných schůzek si Leonora posteskne, že ji Bryggmann ještě neztělesnil v žádném ze svých románů. Spisovatel odpoví, že o tom sice přemýšlel, ale že ji chce uchránit před zlým osudem, protože, jak známo, skutečné postavy, které stály za vzor jeho románovým hrdinům, následně postihuje osud, který jim v příbězích určil. Pragmatický Falk se ohrazuje, že něco takového je nesmysl a navrhuje, aby ho Bryggmann zahrnul do některého svého příběhu, a pokud se jeho tvrzení do pěti let po vydání knihy potvrdí, pak uzná, že jeho dosavadní poznání je falešné, a přestane proto vykonávat povolání konstruktéra. Je si svou pravdou natolik jist, že v opačném případě požaduje po Bryggmannovi pouze láhev vína. Spisovatel nakonec na sázku neochotně přistoupí.
Léta ubíhají a Falk si mne ruce, že sázku vyhraje, když v tom vyjde Bryggmannův nový román Zasedání říšského sněmu, ve kterém je podle skutečného Falka napsána postava politika Krausnecka. Tento hrdina se vyznačoval bezpečnou logikou, kterou se pokoušel okolnímu světu dokázat jeho roztříštěnost. Jednoho dne utrpí úraz hlavy a začne mít problémy se skládáním vět a vyhledáváním vhodných výrazů. Po přečtení si Falk říká, že paměť k stáru může ztratit kdekdo, a večer se vydá na schůzku s jednou ženou, která je považována za domýšlivou, strohou a náladovou, je však ve formě a jeho paměť i vyjadřovací schopnosti fungují skvěle. Zapudí tedy jakékoliv podezření, že by osud určený Bryggmannem, mohl přijít.
Za tři roky je v Německu nastolen fašistický režim, a protože ani jeden z přátel není ochoten s nacisty spolupracovat, oba skončí v koncentračním táboře. Bryggmannovým známým se podaří spisovatele z tábora osvobodit a společně se jim podaří prosadit také propuštěná Falka. Bryggmann se odstěhuje do Anglie a jednoho dne se v Londýně potká s Falkem. Povídají si, ale spisovatel si všímá, že se konstruktérovi všechno plete a nakonec už si nemůže vzpomenout ani na jméno Leonory, u které uzavřeli onu osudnou sázku.

### Mariana vIndii
Na lodi Duke of Grafton plující z  anglického Portsmouthu do indického Madrásu cestuje jedenačtyřicet pasažérů. Kromě britských vojáků a úředníků Východoindické společnosti k nim patří také generál Clavering s manželkou, pan Warren Hastings, stále oděný v kávově hnědém sáčku, a Christopher Karel Adam neboli baron Imhoff, který chce v Indii hledat náměty pro kresby. Tento zchudlý baron cestuje s manželkou Marianou a čtyřletým synem Karlem, který se nudí a strašně zlobí.
Warren Hastings se má po příjezdu do Madrásu stát de facto jeho vládcem, protože starý guvernér Du Pré již na svoji funkci nestačí. Baronka Imhoffová si stále srovnává velikost spravované madráské provincie se svým hrabstvím ve Württembergu. Pomalu ale jistě začíná v Hastingsovi nacházet zalíbení a spřízněnou duši. Vtom Hastings onemocní a Mariana tráví všechen čas v jeho kajutě a ošetřuje jej. Všem cestujícím začíná být jejich vztah nápadný.
Když se uzdraví, požádá Imhoffa, aby mu namaloval portrét. Při té příležitosti se s ním dohodne, že mu baron přenechá Marianu, a dále projednávají právní záležitosti kolem rozvodu. Mariana vzpomíná, jak jí matka po svatbě s Imhoffem řekla, že si nesedla do toho „správného marmeládového“ (ve Württembersku totiž dělají obzvlášť chutnou malinovou marmeládu). Baron Imhoff to bere s naprostým klidem. Hastings se zaváže, že Imhoffa finančně zabezpečí.
Po šest letech je rozvod právně vyřízen a Hastings už působí ve funkci guvernéra Bengálska a je generálním guvernérem Britské Indie. Mariana žije klidně po jeho boku a vede domácnost. V blahopřejném dopisu od Marianiny matky stojí, že si opět nesedla do toho „správného marmeládového“. Nakonec jí matka při své návštěvě Indie přiváží hrnec pravé württemberské marmelády.

### Wollstein (1942)
Pan Wollstein je proslulý obchodník uměním a zejména obrazy. Ve svém obchodě má vždy jen to nejlepší umění, a proto je trochu udivující, že poslední dobou podporuje a protežuje malíře Herberta Freye, který je podle ostatních odborníků spíše průměrným umělcem. Pan Wollstein však trvá na tom, že doba Freyova věhlasu teprve přijde. Nevlastní dcera pana Wollsteina si stěžuje, že jim Herbert Frey působí jen nesnáze. V tomto okamžiku vstupuje do příběhu vypravěč, kterým je opět autor povídky.
Po nástupu fašismu se pan Wollstein stěhuje do Paříže, kde pokračuje ve své obchodní činnosti. Tam potkává dalšího umělce, Poláka Michaela K., o kterém tvrdí, že je největší mladý talent, jakého kdy poznal, a chystá se uspořádat výstavu jeho obrazů. Michael K. naváže poměr s Wollsteinovou nevlastní dcerou, ale zdráhá se s ní oženit. Ještě než stihne výstavu uspořádat, vtrhnou německá vojska do Polska a Michael K. dobrovolně nastupuje do polských legií.
Když je Německem napadena i Francie, pan Wollstein se rozhoduje změnit místo výstavy na New York, kde jistě celý umělecký svět pozná malířovu velikost. Nacisté však ve Francii zavírají všechny podezřelé cizince, mezi nimi i pana Wollsteina, do tábora Les Milles. Ten však předtím stačí vyříznout plátna Michaela K. z rámů, vložit je mezi falešné stěny kufrů, a rozeslat do úschoven na nádražích po celé Francii v naději, že si je po skončení nebezpečí opět vyzvedne. Mezi těmito ukrytými obrazy byla též díla Tiepola, Matisse, Picassa a Degase. Lístky od úschoven nosil pečlivě schované v kapse od košile.
Pomocí přátel se podaří pana Wollsteina propustit z tábora na návštěvu lékaře, při které je naplánován jeho útěk z Francie. Pan Wollstein to však odmítá z obavy, že by se mohla zavazadla s obrazy mezitím ztratit nebo být zabavena, a proto se vrací zpět do tábora. Je to však prý jen kvůli obrazům Michaela K. Autorovi se podaří dostat se do Ameriky, kde se seznamuje se sběratelem obrazů Mr. Donaldem, který mu ukazuje své exponáty – jedním z nich je obraz od Herberta Freye. Před vstupem Ameriky do války dostává autor dopis od pana Wollsteina, který je již v bezpečí v Lisabonu a podařilo se mu zachránit některá zavazadla s obrazy, mezi nimiž byl i jeden od Michaela K. Ten přišel ve válce v Polsku o pravou ruku, nicméně pan Wollstein věří, že si poradí i levačkou.
Některé motivy této povídky, zejména mecenáše a svérázných, zpola nevděčných umělců se objevují i v třetím díle Feuchtwangerovy trilogie Čekárna nazvané Exil.

### Po sezóně (1934)
Do turistického letoviska Vörtschau v Rakousku přijíždí postarší slavný básník Robert Wickersberg. Je tam však inkognito, protože nemá zájem stýkat se s lidmi, kteří ho znají a kteří by ho obtěžovali. Je po sezóně a celé městečko na břehu velkého jezera je již téměř vylidněné. Básník se ubytuje v hotelu Mangart, kde je nucen poslouchat pyšné vyprávění hoteliéra o místním slavném písničkáři Matyáši Laischacherovi a opakovaně si prohlížet jeho zarámovaný notopis. Tentokrát zde chce dokončit drama Asmodaj a častokrát při tom vzpomíná na číšníka ze své oblíbené vídeňské restaurace Františka Klüsgense, který za výrazem zdvořilosti vždy o Robertu Wickersbergovi pochyboval.
Jednoho dne se vydává na plovárnu, kde se seznámí s mladou Saskou Ilsou, která mu sděluje, že by chtěla do Berlína, a tam se stát herečkou. Je si však vědoma svého průměrného nadání a také odporu rodičů, kteří ji od tohoto záměru zrazují. Jednou si vyjdou na procházku po okolí městečka, před nimi si vykračují Ilsini rodiče. Robert Wickersberg je nenadálou známostí rozveselen, nic si však od ní neslibuje. Při příští návštěvě plovárny potkává Ilsu s mladým přítelem. Vyměňují si pár zdvořilostních frází, a potom dojde k diskuzi o vzdáleném ostrůvku a o možnosti k němu doplavat. Básník to bere jako výzvu a vydává se k ostrovu. Plavba trvá velmi dlouho, mezitím se stmívá a zanáší ho proud, s posledním zbytkem sil se vrací na již opuštěnou pláž.
Po návratu do hotelu se cítí velmi slabě, domácí paní Keinzenhuberová se o něj stará, ale pak je rozhodnuto, že musí být převezen do kaltfurthské nemocnice. Tou dobou se po celé zemi roznese, že ve Vörtschau pobývá známý básník a že následkem prochladnutí vážně onemocněl. To vyvolává senzaci, obrovský příliv turistů a v celém městečku se znovu otevírají hotely, ubytovny a restaurace. Robert Wickersberg cítí, že jsou jeho dny již sečteny, a tak nechává shromáždit celý rukopis Asmodaje a poslat ho číšníku Františku Klüsgensovi. Poté umírá. Ilsa se prohlašuje za jeho bývalou přítelkyni a otevírá se jí tak skvělá kariéra, proti které nyní již nic nenamítají ani její rodiče. Obyvatelé Vörtschau mají nového hrdinu a staví Robertu Wickersbergovi pomník hned naproti Matyáši Laischacherovi.

### Benátky (Texas)
Píše se začátek 20. století, prezidentem USA je Theodore Roosevelt, a Perry Knight, spolumajitel makléřské společnosti Sidney Browne, vchází do cestovní kanceláře Sindibád pana Fergusona, aby dohodl nějaké obchodní záležitosti. V kanceláři ho zaujme plakát na zájezd do Benátek, stejně jako půvabná pracovnice Gloria Desmondová. Dává si s Glorií schůzku a v mysli se mu stále vybavuje plakát, který předtím spatřil. Nakonec se mu v hlavě zrodí nápad, že postaví v Americe repliku Benátek a udělá z ní turistickou atrakci.
Tento projekt je však příliš finančně náročný a spolumajitel společnosti Sidney Browne a jeho dcera Cathleen mu jej při společné schůzi vymlouvají. Vsadí však na poslední možnost, jejich přítele, milionáře a dobrodruha Olivera Brenta, který se projektem výstavby texaských Benátek nadchne a přislíbí jeho financování. Výstavba probíhá rychlým tempem a do uměle vytvořeného města jsou importování skuteční Benátčané, kteří je začínají osidlovat a ovládat. Projekt má zahrnovat výstavy, galerie a zábavní průmysl, umělecká část projektu však záhy na plné čáře selhává. Zábavní část se však prudce rozvíjí a Italové přebírají kontrolu nad poplatky, daněmi a řízením celého komplexu. Jejich vůdcem se stává markýz Paolo Orsoni. Ten posléze přebírá nad celým projektem Benátky (Texas) kontrolu a společnost Sidney Brown začíná čelit vážným existenčním problémům. V tu dobu se do Orsoniho také zahledí Gloria a začne s ním žít.
Perry a Sidney se obracují na Olivera o pomoc. Orsoni a Brent jsou sice staří spiklenci, ale Brent se rozhodne svým přátelům pomoci. Připomene Orsonimu, že při příjezdu „opomněl“ proclít jeden Tizianův obraz, za což mu v Americe hrozí přísný trest. Orsoni tedy opouští s bohatým výdělkem a s Glorií americké Benátky a vrací se domů, do Benátek italských.
Společníci ze Sidney Browne vzápětí nacházejí na místě texaských Benátek petrolej a rychle zbohatnou. Perry a Cathleen se vydávají do Evropy navštívit pravé Benátky. V hotelu jim nabízejí jako průvodce markýze Orsoniho, kterého však odmítají. Prohlížejí si Benátky sami a pak se vracejí do Texasu. Perry si posteskne, že ty nejkrásnější Benátky byly přece jen na plakátě společnosti Sindibád.

### Letecký výškový rekord
Poručík Victor Crecy se se svým letounem Marie Lemaire (SA III 26) chystá pokořit letecký výškový rekord, který tehdy činil 11702 metrů. Po dosažení výšky přes jedenáct tisíc metrů začíná mít přeludy, vidí, jak kolem něj proplouvají barevní rybky. Chvílemi ztrácí vědomí, trpí omrzlinami na obličeji, které vznikly netěsností helmy a obává se nedostatku zásob kyslíku. Nakonec ztrácí vědomí a jeho stroj se zřítí do oceánu. V troskách letounu vyzvednutého z moře se najde výškoměr, který ukazuje 12149 metrů, který dokazuje překonání dosavadního rekordu.

## Vydání
Německá
- Pep. J. L. Wetcheeks amerikanisches Liederbuch  (povídky a dramata), Augbau-Verlag, Berlín a Výmar 1964

Česká
- Po sezoně, překlad dr. Ivana Vízdalová, Brána, Praha 1996
- Po sezoně, překlad dr. Ivana Vízdalová, Garamond, Praha 2006